# Catedral de San Benito (Castres)
La catedral de San Benito o simplemente catedral de Castres (en francés: Cathédrale Saint-Benoît de Castres) es una iglesia católica dedicada a San Benoît (San Benito) y un edificio religioso histórico en Castres, Languedoc, Francia.
Anteriormente era la sede del obispo de Castres, pero la diócesis no fue restaurada después de la Revolución Francesa y fue agregada por el Concordato de 1801 a la arquidiócesis de Albi.
La primera catedral fue construida en el siglo XIV después de la creación de la diócesis de Castres en 1317, junto con una serie de otras diócesis creadas en la región después de la supresión de los albigenses. Fue destruida durante las Guerras de Religión de Francia.
El edificio actual que lo reemplazó fue construido en los siglos XVII y XVIII. Esta protegida debido a la clasificación como monumento histórico desde el 24 de junio de 1953.

## Véase también

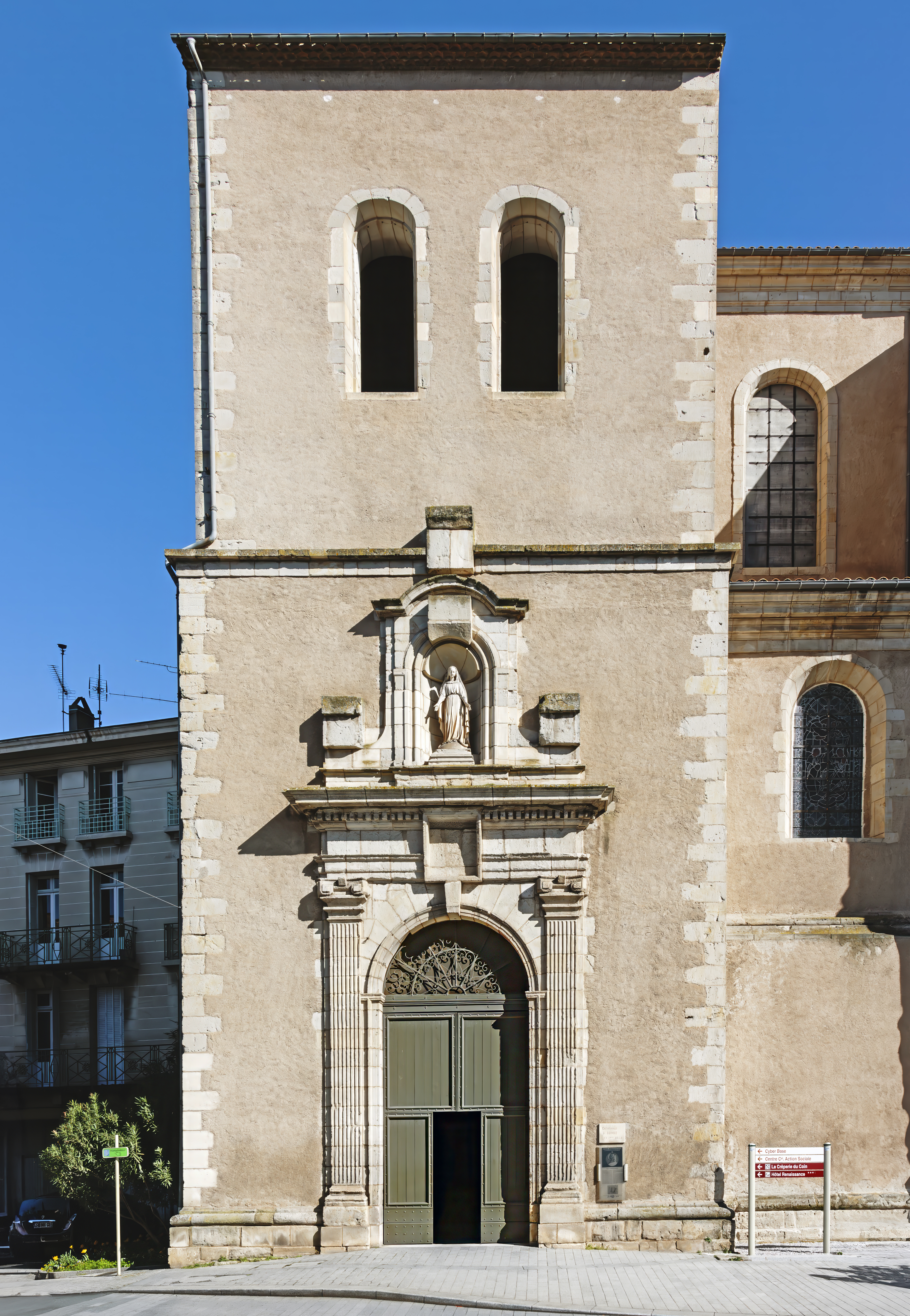
Vista de la entrada